# VTech Socrates
VTech Socrates es una consola de videojuegos educativa de tercera generación lanzada por VTech en 1988. La consola fue nombrada en honor del antiguo filósofo griego Sócrates.
El sistema estaba acompañado por un teclado inalámbrico estándar con un haz infrarrojo y dos controladores conectados a los cables superiores, así como un ratón inalámbrico. Albergaba el procesador central del Zilog Z80A con una velocidad de reloj de 3.57 MHz y 32 KB de RAM. La biblioteca de videojuegos de la consola era muy pequeña, con varios juegos, incluyendo Facts 'N Fractions, State to State, Memory Mania, Around the World, Hodge-Podge, Game Wizard y Amazing Mazes.
El precio inicial de la consola fue de 130 USD. En Francia se llamó Yeno Professeur Saitout, mientras que en Alemania fue distribuido por la compañía Yeno y se llamó Prof. Weiss-Alles. El lanzamiento también se planeó en España, aunque nunca se lanzó. Incluía varios videojuegos, así como matemáticas, música y una variedad de otros programas. El sistema también difería en las características de sonido, gracias a un cartucho de sonido adicional, que se podía comprar por separado, pero no se podía distinguir por las capacidades gráficas. VTech suspendió la producción del sistema a principios de la década de 1990.